# جاك إيليس
وُلِدَ جاك إيليس في 6 من يناير 1946م، وحصل على ليسانس في الآداب من كلية سانت ليو في ولاية فلوريدا، وهو ضابط متقاعد من الجيش الأمريكي، شارك في حرب فيتنام، وحصل على وسام لشجاعته.
أدَّى إيليس اليمين كعمدة لمدينة ماكون بولاية جورجيا الأمريكية في 14-12-1999م، ليصبح بذلك أول عمدة ببشرة سمراء في البلدة التي يعود تاريخها لـ176 عامًا مضت، وهو العمدة رقم 40 لهذه البلدة.
ورغم كل ما يتعرض له الإسلام في الغرب من محاولات تشويه إلا أن الإقبال على اعتناقه في تزايد مستمر، فقد أعلن إيليس اعتناقه الإسلام، مؤكدًا أنه بذلك عاد «لجذوره بعد سنوات من البحث عن الذات».

## قصة إسلامه
نقلت محطة تلفزيون «دبليو. إم. إيه. زد. في» المحلية في مدينة كولومبيا جنوبي كاليفورنيا، عن إيليس عمدة ماكون تصريحه باعتناقه الإسلام في ديسمبر 2006م، واختياره لنفسه اسم حكيم منصور إيليس.
واتخذ حكيم هذا القرار أثناء زيارته لدولة السنغال، وأعرب عن شعوره التام بالراحة بعد اعتناقه الإسلام الذي وصفه بأنه عودة إلى الجذور.
وأوضح عمدة (ماكون) أنه درس القرآن الكريم لسنوات، وعثر على ملاذه في الإسلام، مضيفًا أن أسلافه مارسوا شعائر ديانته الجديدة في هذه الدولة الإفريقية قبل أن يتم ترحيلهم كعبيد إلى أمريكا الشمالية.
كما قال: «إنَّ المسلمين يؤمنون بأن النبي محمدًا صلى الله عليه وسلم هو خاتم الأنبياء والمرسلين إلى البشرية، غير أنهم أيضًا يؤمنون بأن موسى وعيسى كانا نبيين، بعكس اليهود والنصارى الذين لا يؤمنون بالنبي محمد صلَّى الله عليه وسلَّم».
ويتردد حكيم إيليس حاليًا على المركز الإسلامي في «بلومفيلد رود» بانتظام، وأصبح يحافظ على الصلوات الخمس في جماعة بحسب صحيفة (بوسطن هيرالد) الأمريكية.

## إسهاماته
يمهد اعتناق إيليس للإسلام الطريق أمام المزيد من حالات إشهار الإسلام في البلدة، وهو ما أوضحه قائلاً: «إن من حق سكان البلدة أن يعلموا بإسلامه»، وأضاف: «نظرًا لكوني عمدة البلدة أعتقد أنه من حق الناس التعرف على معتقداتي، وأني رجل مؤمن، وأن الدين الذي أنتمي إليه الآن هو الإسلام».
ويحظى إيليس بمكانة طيبة لدى أهالي البلدة التي أسهم في تحويلها لتكون واحدة من أكثر البلدات الأمريكية التي تزدهر فيها المجالات كافة؛ حيث استخدم صلاحياته الرسمية لمساعدة الشباب في التدريب على الوظائف، والتعليم الخاص، والدروس الخصوصية، وبرامج ما بعد المدرسة، وبرامج لمكافحة الجريمة، كما قام ببناء ما يزيد على 40 منزلاً بأسعار معقولة لاقت رواجًا لدى الساعين لشراء مسكنهم الأول، ويقوم حاليًا ببناء مئات من المنازل ذات الأسعار المعقولة التي تتناسب مع السوق في منطقة (بيلز هيل).
وإيليس البالغ من العمر 61 عامًا، أبٌ لخمسة من الأولاد، ويرأس حاليًا بلدة ماكون بولاية جورجيا الأمريكية للمرة الرابعة على التوالي. جدير بالذكر أن الترشح مسموح به لأربع مرات متتالية فقط، وهو ما يعني أنه لن يترشح مرةً أخرى، لكنه قال: «إنه يعتزم خوض السباق الانتخابي في 2008م على مقعد بالبرلمان عن دائرته».